# Allan Caidic
Alan Vito Flores Caidic (Pasig, 15 juni 1963) is een voormalig Filipijns basketballer. Hij wordt beschouwd als een van de beste schutters uit de PBA aller tijden. Zijn totaal van 1242 driepunters in de PBA is onovertroffen en leverde hem de bijnaam "Triggerman" op.
Caidic speelde collegebasketbal voor de University of the East tot hij ging spelen in de profcompetitie PBA. Hij werd in de PBA draft van 1987 als eerste gekozen door de Great Taste Coffee Makers. Later speelde hij voor de San Miguel Beermen en hij sloot zijn PBA-carrière af bij de Ginebra Kings. In de PBA viel hij op door zijn scorend vermogen. Behalve het recordaantal van 1242 driepunters in zijn hele carrière, maakte hij tevens het meeste aantal driepunter in een wedstrijd (17). Daarnaast brak het record van het meeste aantal punten in een wedstrijd (79) en bracht hij ook de langste reeks gemaakte vrije worpen op rij op zijn naam (76).
Naast zijn PBA-carrière kwam hij diverse malen uit voor het Filipijns nationaal basketbalteam. Zo maakte hij onder andere deel uit van het Philippine Centennial Team in 1998.
- International Standard Name Identifier: 0000 0001 1525 5098
- Library of Congress Control Number: n2010162578
- Virtual International Authority File: 168112107
- WorldCat: E39PBJwddFTcGK33Pbqh4Dw9jC